# Ranopisoa
Ranopisoa, monotipski rod strupnikovki smješten u tribus Teedieae, dio potporodice Buddlejoideae. Jedina vrsta je R. rakotosonii, endem sa Madagaskara. 

## Opis
Opisan  je u Adansonia, n.s., 17: 116, 1977.

## Sinonimi
- Oftia rakotosonii Capuron; Adansonia 12(1): 42 (1972)